# 金瑞镇
金瑞镇，是中华人民共和国江西省宜春市袁州区下辖的一个乡镇级行政单位。

## 行政区划
金瑞镇下辖以下地区：
金西社区、由木村、吼里布村、庙前村、西溪村、下苑村、小江西村、水冲村、利田村、上桂村、凤山村、贯塘村、前进村、洖村、院前村、余家坪村和金瑞村。